# Hunn
Den här artikeln handlar om sjön.  För folket som leddes av Attila, se hunner.
Hunn är en sjö som ligger vid Rejmyre i Finspångs kommun i Östergötland och ingår i Nyköpingsåns huvudavrinningsområde. Sjön har en area på 14,3 kvadratkilometer och ligger 47,2 meter över havet. Sjön avvattnas av vattendraget Bokvarnsån (Svarttorpsån). Sjön har tillflöde från Magnehultesjön via Magnehultsån i Bremyra, samt avrinning till sjön Tisnaren.

## Delavrinningsområde
Hunn ingår i delavrinningsområde (652562-150848) som SMHI kallar för Utloppet av Hunn. Medelhöjden är 57 meter över havet och ytan är 93,23 kvadratkilometer. Räknas de 12 avrinningsområdena uppströms in blir den ackumulerade arean 363,01 kvadratkilometer. Bokvarnsån (Svarttorpsån) som avvattnar avrinningsområdet har biflödesordning 2, vilket innebär att vattnet flödar genom totalt 2 vattendrag innan det når havet efter 101 kilometer. Avrinningsområdet består mestadels av skog (68 procent). Avrinningsområdet har 16,5 kvadratkilometer vattenytor vilket ger det en sjöprocent på 17,7 procent. Bebyggelsen i området täcker en yta av 1,25 kvadratkilometer eller 1 procent av avrinningsområdet.